# Mayminsky (huyện)
Huyện Mayminsky (tiếng Nga: ? райо́н) là một huyện hành chính tự quản (raion), của Cộng hòa Altai, Nga. Huyện có diện tích 1394 km², dân số thời điểm ngày 1 tháng 1 năm 2000 là 24100 người. Trung tâm của huyện đóng ở Mayma.